# 2. Fußball-Bundesliga (2025/2026)
Ten artykuł dotyczy trwającego lub niedawnego wydarzenia sportowego. Informacje w nim zamieszczone mogą się zmienić lub zdezaktualizować wraz z postępem zdarzenia. Początkowe doniesienia, wyniki lub statystyki mogą być niepewne. Ostatnie aktualizacje do tego artykułu mogą nie odzwierciedlać najbardziej aktualnych informacji.
Sezon 2025/2026 2. Fußball-Bundesligi jest 52. edycją rozgrywek niemieckiej 2. Fußball-Bundesligi w piłce nożnej. W rozgrywkach występuje 18 zespołów. Sezon rozpoczął się 1 sierpnia 2025, a zakończy 17 maja 2026.

## Drużyny
| drużyna                             | miasto             | sezon 2024/25 | uwagi                                       |
| ----------------------------------- | ------------------ | ------------- | ------------------------------------------- |
| drużyny, które spadły z Bundesligi  |                    |               |                                             |
| Holstein Kiel                       | Kilonia            | 17            |                                             |
| VfL Bochum                          | Bochum             | 18            |                                             |
| uczestnicy poprzedniej edycji       |                    |               |                                             |
| SV 07 Elversberg                    | Spiesen-Elversberg | 3             | przegrane baraże o awans z 1. FC Heidenheim |
| SC Paderborn 07                     | Paderborn          | 4             |                                             |
| 1. FC Magdeburg                     | Magdeburg          | 5             |                                             |
| Fortuna Düsseldorf                  | Düsseldorf         | 6             |                                             |
| 1. FC Kaiserslautern                | Kaiserslautern     | 7             |                                             |
| Karlsruher SC                       | Karlsruhe          | 8             |                                             |
| Hannover 96                         | Hanower            | 9             |                                             |
| 1. FC Nürnberg                      | Norymberga         | 10            |                                             |
| Hertha BSC                          | Berlin             | 11            |                                             |
| SV Darmstadt 98                     | Darmstadt          | 12            |                                             |
| SpVgg Greuther Fürth                | Fürth              | 13            |                                             |
| FC Schalke 04                       | Gelsenkirchen      | 14            |                                             |
| Preußen Münster                     | Münster            | 15            |                                             |
| Eintracht Brunszwik                 | Brunszwik          | 16            | wygrany baraż z 1. FC Saarbrücken           |
| drużyny, które awansowały z 3. Ligi |                    |               |                                             |
| Arminia Bielefeld                   | Bielefeld          | 1             |                                             |
| Dynamo Drezno                       | Drezno             | 2             |                                             |

## Tabela
| Lp. | Drużyna              | M | Z | R | P | Bramki | Bramki | Różn. | Pkt | Uwagi                     |
| --- | -------------------- | - | - | - | - | ------ | ------ | ----- | --- | ------------------------- |
| 1   | Arminia Bielefeld    | 1 | 1 | 0 | 0 | 5      | 1      | +4    | 3   | Awans do Bundesligi       |
| 2   | SV Darmstadt         | 1 | 1 | 0 | 0 | 4      | 1      | +3    | 3   | Awans do Bundesligi       |
| 3   | Karlsruher SC        | 1 | 1 | 0 | 0 | 3      | 2      | +1    | 3   | Baraże o Bundesligę       |
| 4   | SpVgg Greuther Fürth | 1 | 1 | 0 | 0 | 3      | 2      | +1    | 3   |                           |
| 5   | FC Schalke 04        | 1 | 1 | 0 | 0 | 2      | 1      | +1    | 3   |                           |
| 6   | SC Paderborn 07      | 1 | 1 | 0 | 0 | 2      | 1      | +1    | 3   |                           |
| 7   | Eintracht Brunszwik  | 1 | 1 | 0 | 0 | 1      | 0      | +1    | 3   |                           |
| 8   | Hannover 96          | 1 | 1 | 0 | 0 | 1      | 0      | +1    | 3   |                           |
| 9   | SV Elversberg        | 1 | 1 | 0 | 0 | 1      | 0      | +1    | 3   |                           |
| 10  | Dynamo Drezno        | 1 | 0 | 0 | 1 | 2      | 3      | −1    | 0   |                           |
| 11  | Preußen Münster      | 1 | 0 | 0 | 1 | 2      | 3      | −1    | 0   |                           |
| 12  | Holstein Kiel        | 1 | 0 | 0 | 1 | 1      | 2      | −1    | 0   |                           |
| 13  | Hertha BSC           | 1 | 0 | 0 | 1 | 1      | 2      | −1    | 0   |                           |
| 14  | 1. FC Magdeburg      | 1 | 0 | 0 | 1 | 0      | 1      | −1    | 0   |                           |
| 15  | 1. FC Nürnberg       | 1 | 0 | 0 | 1 | 0      | 1      | −1    | 0   |                           |
| 16  | 1. FC Kaiserslautern | 1 | 0 | 0 | 1 | 0      | 1      | −1    | 0   | Baraże o utrzymanie       |
| 17  | VfL Bochum           | 1 | 0 | 0 | 1 | 1      | 4      | −3    | 0   | Spadek do 3. Fußball-Ligi |
| 18  | Fortuna Düsseldorf   | 1 | 0 | 0 | 1 | 1      | 5      | −4    | 0   | Spadek do 3. Fußball-Ligi |

## Baraże

### Baraże o Bundesligę
|         | data | drużyna z Bundesligi | drużyna z 2. Bundesligi | wynik |
| ------- | ---- | -------------------- | ----------------------- | ----- |
| 1. mecz |      |                      |                         |       |
| rewanż  |      |                      |                         |       |

Zwycięzca:

### Baraże o 2. Bundesligę
|         | data | drużyna z 2. Bundesligi | drużyna z 3. Ligi | wynik |
| ------- | ---- | ----------------------- | ----------------- | ----- |
| 1. mecz |      |                         |                   |       |
| rewanż  |      |                         |                   |       |

Zwycięzca: